# STS-109
 (juin 2022).
Si vous disposez d'ouvrages ou d'articles de référence ou si vous connaissez des sites web de qualité traitant du thème abordé ici, merci de compléter l'article en donnant les références utiles à sa vérifiabilité et en les liant à la section « Notes et références ».
STS-109 fut la 27e mission de la navette spatiale Columbia, la dernière réussie avant sa destruction pendant STS-107.

## Équipage
- Commandant : Scott D. Altman (3)  États-Unis
- Pilote : Duane G. Carey (1)  États-Unis
- Commandant de la charge utile : John M. Grunsfeld (4)  États-Unis
- Spécialiste de mission 1 : Nancy J. Currie (4)  États-Unis
- Spécialiste de mission 2 : James H. Newman (4)  États-Unis
- Spécialiste de mission 3 : Richard M. Linnehan (3)  États-Unis
- Spécialiste de mission 4 : Michael J. Massimino (1)  États-Unis

Le chiffre entre parenthèses indique le nombre de vols spatiaux effectués par l'astronaute au moment de la mission.

## Objectifs
Mission d'entretien du télescope spatial Hubble.

## Paramètre de mission
- Masse :
  - au décollage : 116 989 kg
  - à l'atterrissage : 100 564 kg
- Périgée : 486 km
- Apogée : 578 km
- Inclinaison : 28,5°
- Période : 95,3 min

### Liste des sorties extra- véhiculaire
| No.  | Mission         | Astronautes                  | Début - UTC         | Fin - UTC           | Durée       | Commentaire                                             |
| ---- | --------------- | ---------------------------- | ------------------- | ------------------- | ----------- | ------------------------------------------------------- |
| 213. | STS-109 - EVA 1 | Grunsfeld & Richard Linnehan | 4 mars, 2002, 06:37 | 4 mars, 2002, 13:38 | 7 h, 01 min | Remplacement du panneau solaire droit                   |
| 214. | STS-109 - EVA 2 | Newman & Michael Massimino   | 5 mars 2002, 06:40  | 5 mars 2002, 13:56  | 7 h, 16 min | Remplacement du panneau solaire gauche et du RWA        |
| 215. | STS-109 - EVA 3 | Grunsfeld & Linnehan         | 6 mars 2002, 08:28  | 6 mars 2002, 15:16  | 6 h, 48 min | Remplacement du PCU                                     |
| 216. | STS-109 - EVA 4 | Newman & Massimino           | 7 mars 2002, 09:00  | 7 mars 2002, 16:30  | 7 h, 30 min | Remplacement du Faint Object Camera avec un nouveau ACS |
| 217. | STS-109 - EVA 5 | Grunsfeld & Linnehan         | 8 mars 2002, 08:46  | 8 mars 2002, 16:06  | 7 h, 20 min | Remplacmeent du système de refroidissement pour NICMOS  |